# Markus Golden
Pour les articles homonymes, voir Golden.
(en) Statistiques sur pro-football-reference
Markus Golden, né le 13 mars 1991 à Saint-Louis (Missouri), est un joueur américain de football américain. Il joue linebacker en National Football League (NFL).